# Antonio Djakovic
Antonio Djakovic (Frauenfeld, 8 ottobre 2002) è un nuotatore svizzero, specializzato nello stile libero.

## Biografia
Si è messo in mostra al XIV Festival olimpico della gioventù europea di Győr 2017, in cui ha vinto il bronzo nei 200 e 400 metri stile libero.
Ha fatto parte della spedizione svizzera ai III Giochi olimpici giovanili di Buenos Aires 2018, gareggiando nei 100, 200 e 400 metri stile libero e nelle staffette miste 4x100 stile libero e mista, senza riuscire a salire sul podio.
Agli europei giovanili di Kazan' 2019 ha vinto l'oro nei 400 metri stile libero e il bronzo nei 200.
Ha rappresentato la Svizzera all'Olimpiade di Tokyo 2020, classificandosi undicesimo nei 200 metri stile libero e ottavo nei 400 metri stile libero, quattordicesimo nella staffetta 4x100 metri stile libero e sesto nella staffetta 4x200 metri stile libero.
È stato vincitore della medaglia di bronzo ai mondiali in vasca corta di Abu Dhabi 2021 nei 200 metri stile libero, alle spalle dell'austriaco Felix Auböck e del lituano Danas Rapšys.

## Palmarès
- Mondiali in vasca corta

Abu Dhabi 2021: bronzo nei 400m sl.
- Europei

Roma 2022: argento nei 200m sl e nei 400m sl.
Belgrado 2024: bronzo nei 200m sl e nei 400m sl.
- Europei giovanili

Kazan' 2019: oro nei 400m sl, bronzo nei 200m sl.
- Festival olimpico della gioventù europea

Győr 2017: bronzo nei 200m sl e nei 400m sl.